# Aalo
Aalo (ehemals Along) ist ein Ort im Bundesstaat Arunachal Pradesh im Osten Indiens. Aalo gehört zum Distrikt West Siang und ist dessen Verwaltungssitz.

## Geographie
Aalo befindet sich in der Mitte von Arunachal Pradesh auf einer Höhe von 619 Metern.

## Demographie
Gemäß der Volkszählung in Indien 2011 hat Aalo eine Einwohnerzahl von 20.684. Der Männeranteil der Bevölkerung betrug dabei 54 %, der Frauenanteil 46 %. Aalo hat einen Alphabetisierungsgrad von 84,88 %, welcher höher als der nationale Durchschnitt von 59,5 % ist. 11,5 % der Bevölkerung sind unter 6 Jahre alt. Aalo wird hauptsächlich von der Volksgruppen der Galo bewohnt.

## Medien
In Aalo steht eine Sendeanlage von All India Radio, Akashvani Along, die das Radioprogramm auf FM-Frequenzen überträgt.